# Sabacon okadai
Sabacon okadai is een hooiwagen uit de familie Sabaconidae.